# Ringelsdorf-Niederabsdorf
Ringelsdorf-Niederabsdorf (anhörenⓘ; slowakisch Lingašdorf) ist eine Marktgemeinde mit 1283 Einwohnern (Stand 1. Jänner 2024) im Bezirk Gänserndorf in Niederösterreich.

## Geografie
Ringelsdorf-Niederabsdorf liegt im östlichen Weinviertel an der Zaya, etwas abseits der Marchauen, genau im Dreiländereck Österreich, Slowakei, Tschechien. Die Fläche der Marktgemeinde umfasst 32,47 Quadratkilometer. Etwa 18 Prozent der Fläche ist bewaldet, 69 Prozent sind landwirtschaftliche Nutzfläche.

### Gemeindegliederung
Das Gemeindegebiet umfasst zwei Katastralgemeinden bzw. gleichnamige Ortschaften (Fläche Stand 31. Dezember 2023, Bevölkerung am 1. Jänner 2024):
- Niederabsdorf (969,95 ha, 590 Ew.)
- Ringelsdorf (2.276,67 ha, 693 Ew.)

Mit der NÖ. Kommunalstrukturverbesserung wurden zum 1. Jänner 1971 Niederabsdorf und Ringelsdorf zusammengelegt.

### Nachbargemeinden
| Palterndorf-Dobermannsdorf | Hohenau an der March                        | Senica, Slowakei  |
|                            | Kompassrose, die auf Nachbargemeinden zeigt |                   |
| Zistersdorf                | Drösing                                     | Malacky, Slowakei |

## Geschichte

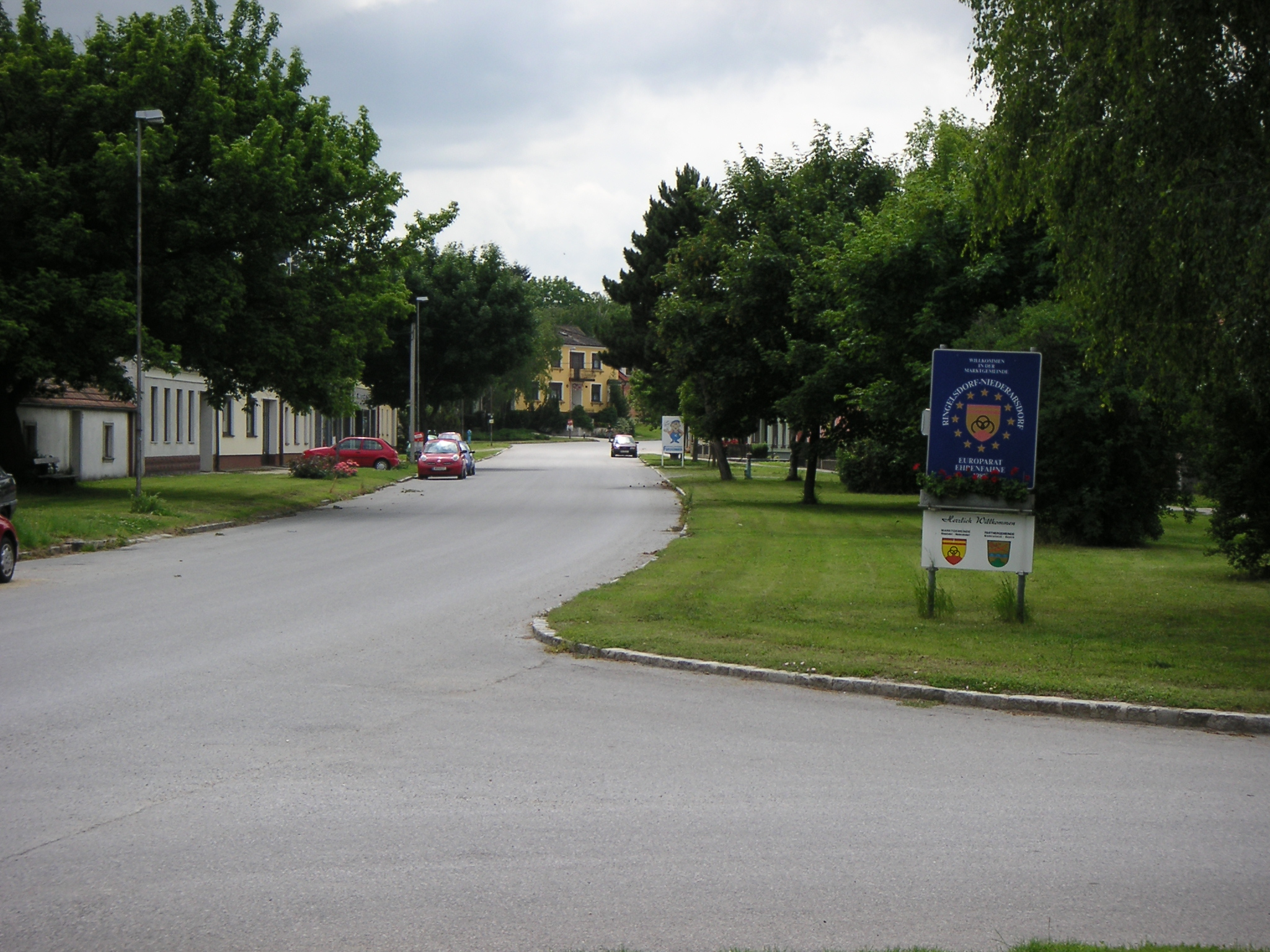
Untere Hauptstraße in Ringelsdorf (2005)

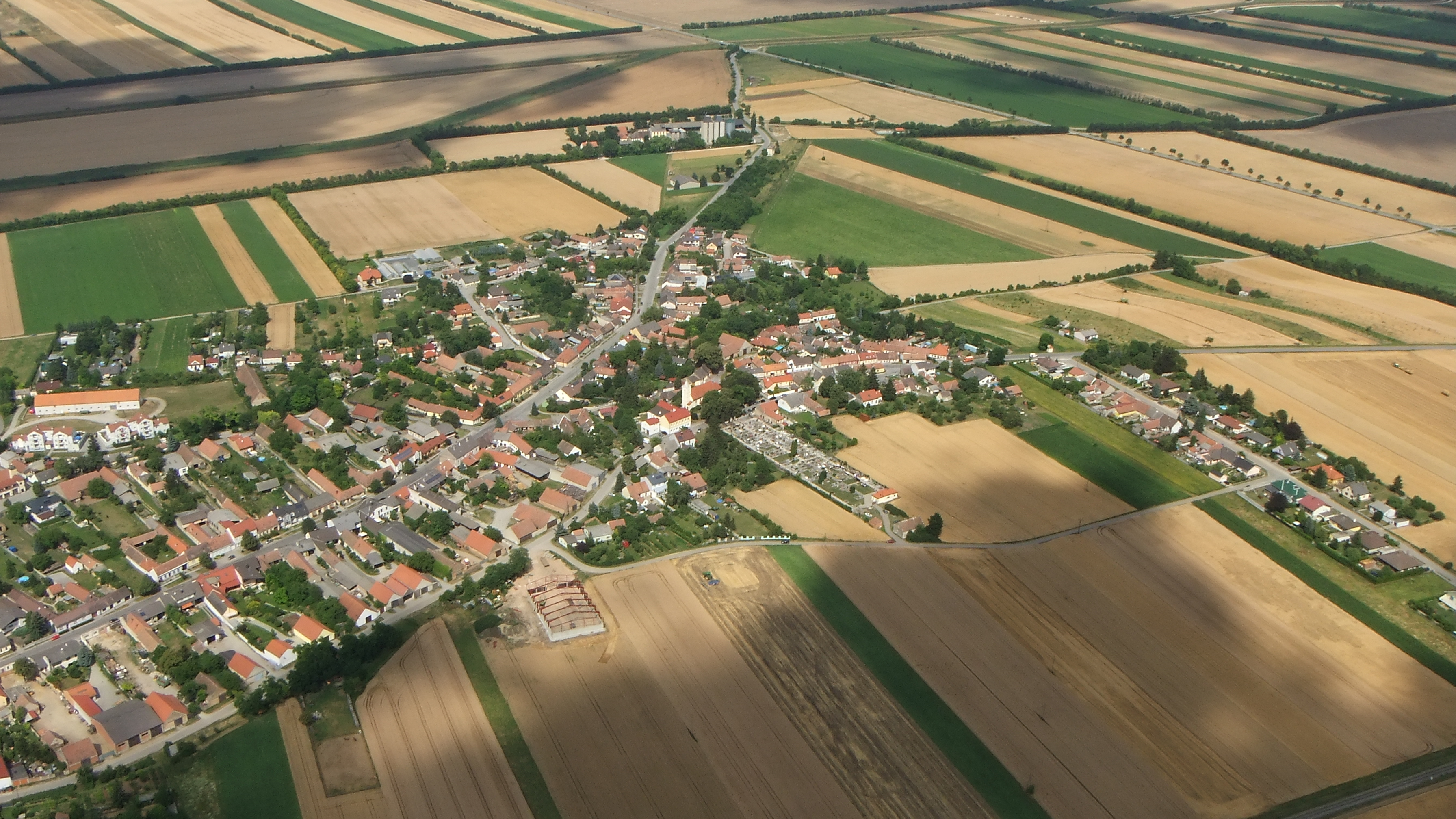
Luftbild von Ringelsdorf (2013)

Niederabsdorf
- Kaiser Heinrich III. schenkte 1045 dem bayrischen Kloster Niederalteich das Gebiet an der Zaya, um so sein Reich gegen die Ungarn zu sichern. Erstmals wurde Niederabsdorf 1148 unter dem Namen „Zaia“ urkundlich erwähnt.
- 1232: Erste Nennung als „Villa Absdorf“ (Dorf des Abtes von Niederalteich).
- Um 1234 wurde die Pfarre Niederabsdorf geschaffen – erste Nennung als Besitz des Klosters Niederalteichs und wurde 1406 von Liechtensteiner Vögte verwaltet.
- 1420–1436: Hussiteneinfälle.
- 1683 wurde Niederabsdorf von den Türken überfallen, welche die 1045 erbaute Kirche zerstörten.
- Bei einem Überfall durch die Kuruzzen am 20. Juni 1704 wurde das Dorf niedergebrannt.
- 1866 hatten dann die Preußen Niederabsdorf im Griff.
- Um 1890 hatte das Dorf 142 Häuser und 941 Einwohner.
- 1896 wurde die Freiwillige Feuerwehr Niederabsdorf gegründet.

Ringelsdorf
- Erstmals wurde Ringelsdorf 1200 als „Ringlinsdorf“ (Dorf des Ringili) urkundlich erwähnt. Ringelsdorf bekam 1359 einen Pfarrhof der Herrschaft Rabensburg, der aber von der Pfarre Drösing seelsorglich betreut wurde.
- 1420–1436: Hussiteneinfälle in Ringelsdorf.
- 1642 bekam Ringelsdorf eine eigene Pfarre. Wie in Niederabsdorf machten auch die Türken Ringelsdorf unsicher. Die Pfarre und die Kirche gingen in Flammen auf. Insgesamt gab es bei dem Überfall der Türken 90 Tote.
- Ringelsdorf gehört historisch zum slowakischen Sprachgebiet. Zur Mitte des 19. Jahrhunderts sprach man in der Gegend von Bischofswarth bis Waltersdorf an der March noch fast ausschließlich slowakisch.[4] Bis in die Zwischenkriegszeit wurden Gottesdienste in slowakischer Sprache abgehalten[5]
- 1851 wurde die Cholera-Markuskapelle gebaut.
- 1866: Preußen in Ringelsdorf.
- 1890 wurde die Ortsbeleuchtung errichtet.
- 1892 wurde die Freiwillige Feuerwehr Ringelsdorf gegründet.
- Im Jahr 1914 wurde der Kindergarten eröffnet.

Ringelsdorf-Niederabsdorf
- Im Jahre 1986 wurde die Gemeinde durch Beschluss des niederösterreichischen Landtags zur Marktgemeinde erhoben.

### Einwohnerentwicklung
Nach dem Ergebnis der Volkszählung 2001 gab es 1.423 Einwohner. 1991 hatte die Marktgemeinde 1.490 Einwohner, 1981 1.550 und im Jahr 1971 1.768 Einwohner.
| Ringelsdorf-Niederabsdorf: Einwohnerzahlen von 1869 bis 2024 | Ringelsdorf-Niederabsdorf: Einwohnerzahlen von 1869 bis 2024 | Ringelsdorf-Niederabsdorf: Einwohnerzahlen von 1869 bis 2024 | Ringelsdorf-Niederabsdorf: Einwohnerzahlen von 1869 bis 2024 | Ringelsdorf-Niederabsdorf: Einwohnerzahlen von 1869 bis 2024 |
| ------------------------------------------------------------ | ------------------------------------------------------------ | ------------------------------------------------------------ | ------------------------------------------------------------ | ------------------------------------------------------------ |
| Jahr                                                         |                                                              |                                                              |                                                              | Einwohner                                                    |
| 1869                                                         | 1869                                                         |                                                              | 1.932                                                        | 1.932                                                        |
| 1880                                                         | 1880                                                         |                                                              | 2.213                                                        | 2.213                                                        |
| 1890                                                         | 1890                                                         |                                                              | 2.297                                                        | 2.297                                                        |
| 1900                                                         | 1900                                                         |                                                              | 2.334                                                        | 2.334                                                        |
| 1910                                                         | 1910                                                         |                                                              | 2.304                                                        | 2.304                                                        |
| 1923                                                         | 1923                                                         |                                                              | 2.388                                                        | 2.388                                                        |
| 1934                                                         | 1934                                                         |                                                              | 2.310                                                        | 2.310                                                        |
| 1939                                                         | 1939                                                         |                                                              | 2.317                                                        | 2.317                                                        |
| 1951                                                         | 1951                                                         |                                                              | 2.232                                                        | 2.232                                                        |
| 1961                                                         | 1961                                                         |                                                              | 1.953                                                        | 1.953                                                        |
| 1971                                                         | 1971                                                         |                                                              | 1.768                                                        | 1.768                                                        |
| 1981                                                         | 1981                                                         |                                                              | 1.550                                                        | 1.550                                                        |
| 1991                                                         | 1991                                                         |                                                              | 1.490                                                        | 1.490                                                        |
| 2001                                                         | 2001                                                         |                                                              | 1.424                                                        | 1.424                                                        |
| 2011                                                         | 2011                                                         |                                                              | 1.303                                                        | 1.303                                                        |
| 2021                                                         | 2021                                                         |                                                              | 1.262                                                        | 1.262                                                        |
| 2024                                                         | 2024                                                         |                                                              | 1.283                                                        | 1.283                                                        |
| Quelle(n): Statistik Austria                                 |                                                              |                                                              |                                                              |                                                              |

## Kultur und Sehenswürdigkeiten
- Schloss Niederabsdorf

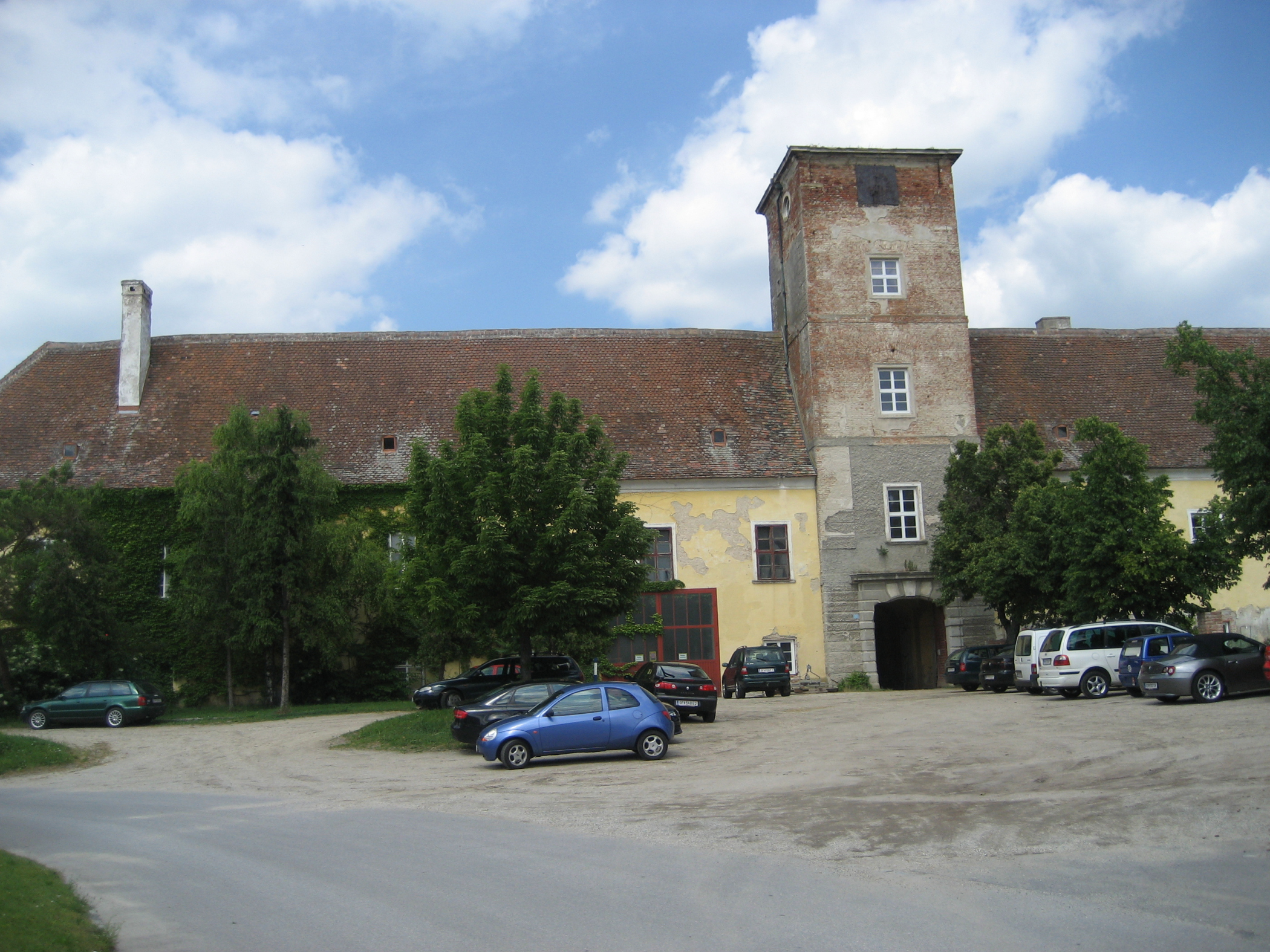
Schloss Niederabsdorf

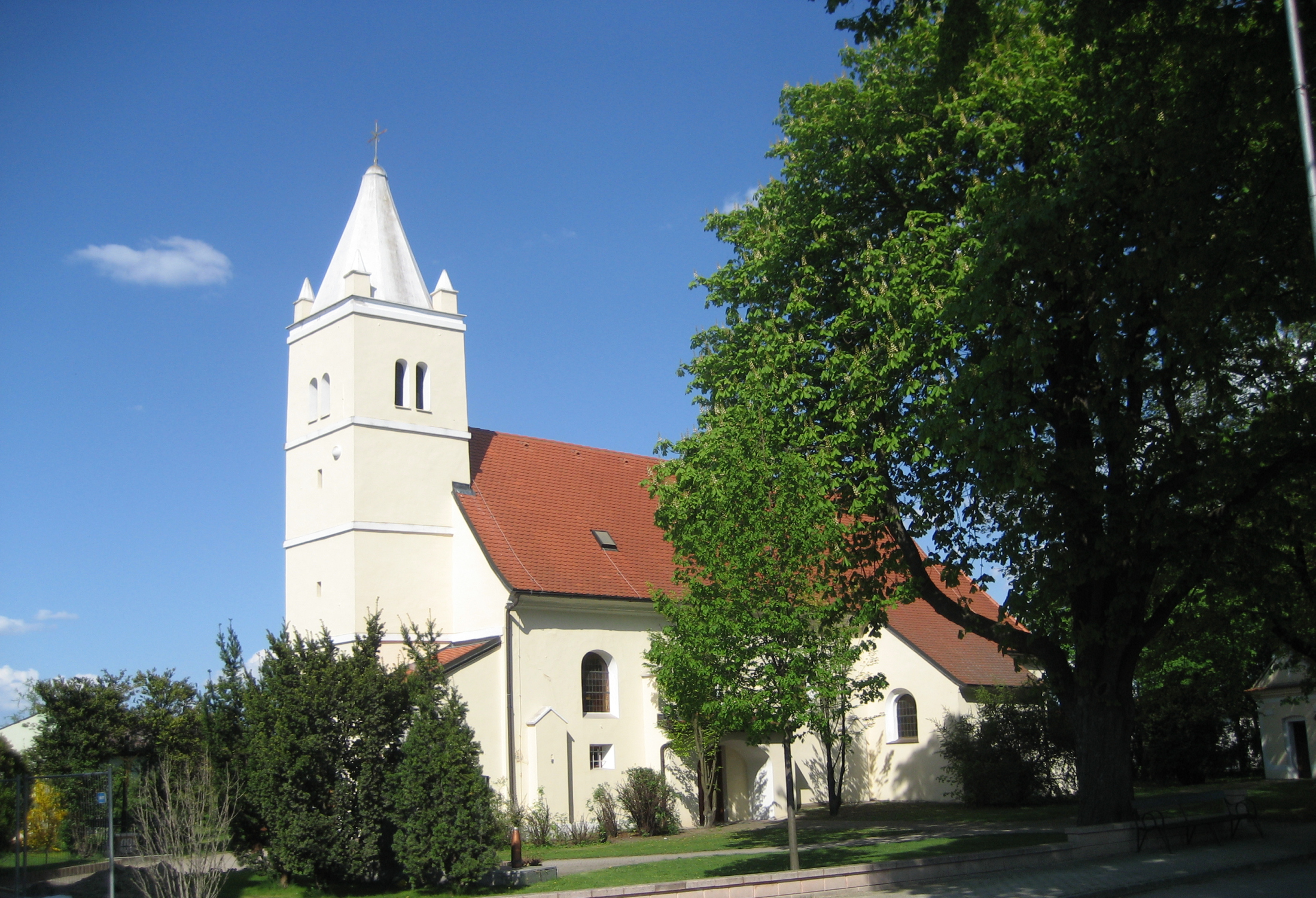
Pfarrkirche Ringelsdorf

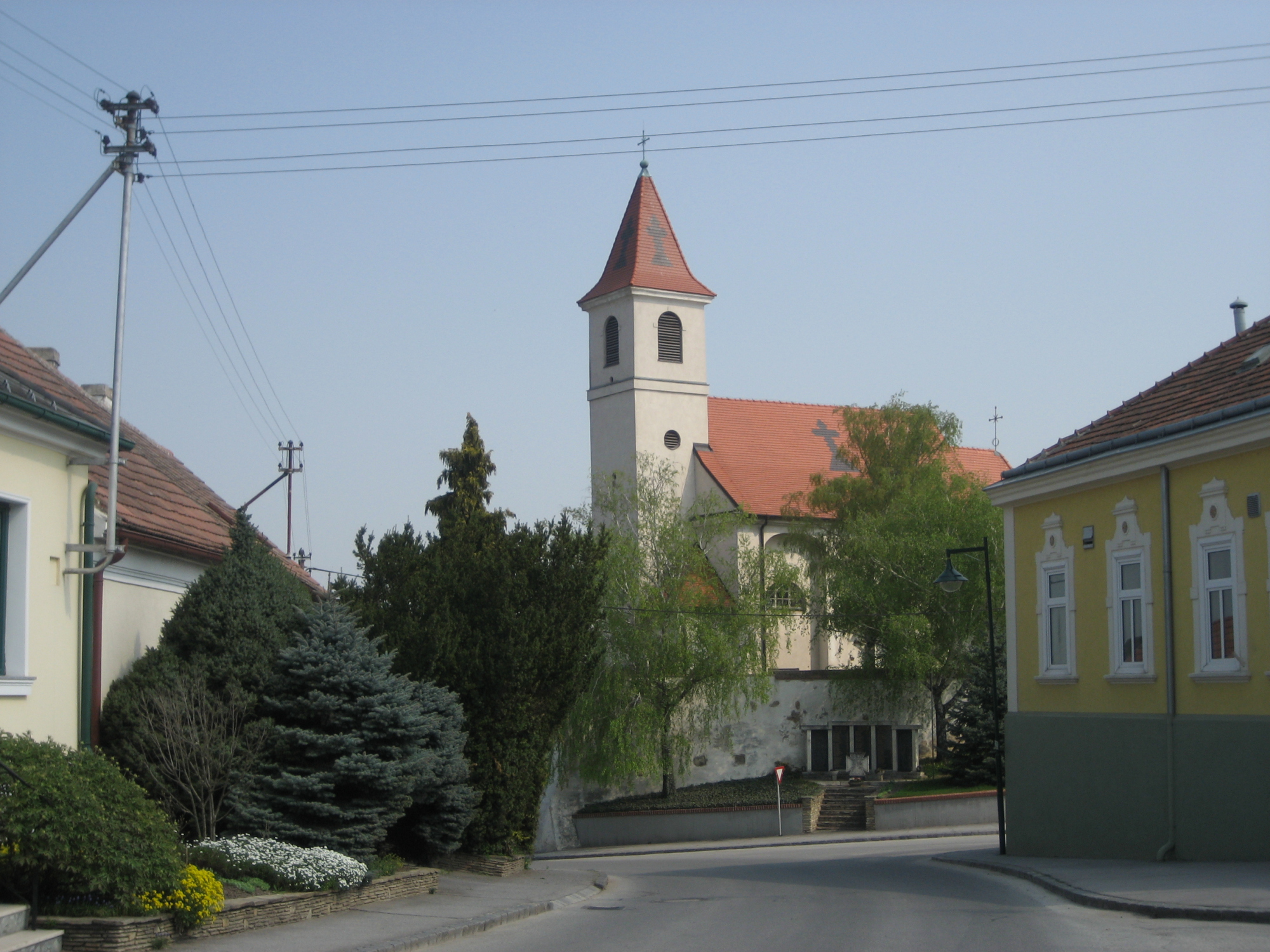
Pfarrkirche Niederabsdorf

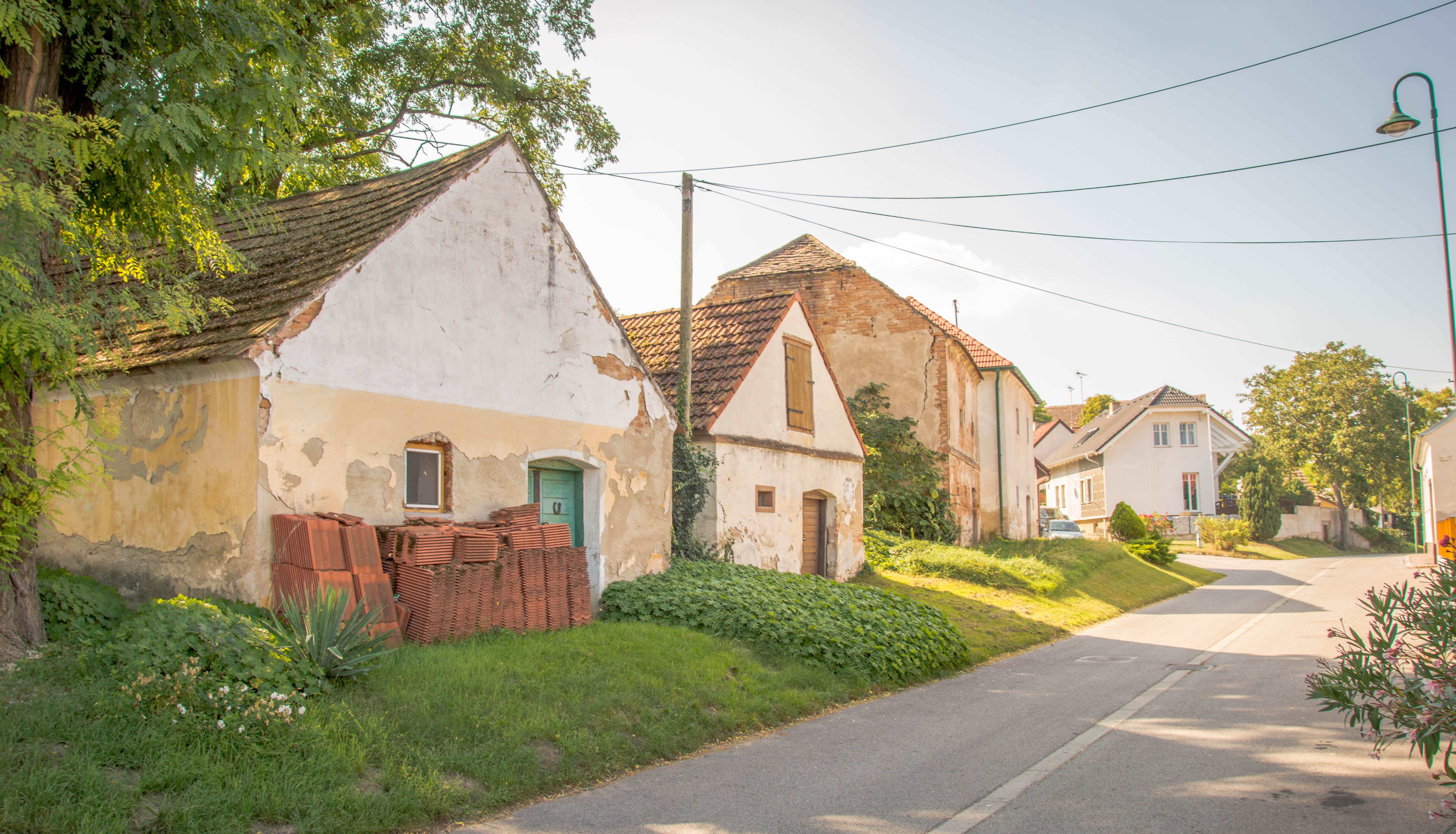
Kellergasse

- Katholische Pfarrkirche Ringelsdorf Heiligste Dreifaltigkeit
- Pfarrkirche Niederabsdorf Mariä Himmelfahrt
- Zwischen Niederabsdorf und Ringelsdorf befindet sich die Mehrzweckhalle. In ihr werden unter anderem Bälle veranstaltet und in unregelmäßigen Abständen Laienschauspiele dargebracht.
- Die Pfarrbücherei in Niederabsdorf bietet ein breites Angebot an Kinderbüchern sowie Romane und Biografien.
- Im Heimatmuseum von Niederabsdorf sind zeitgeschichtliche Exponate aus der Heimatregion ausgestellt. Geöffnet wird es für Sonderausstellungen, auf Wunsch, und zu besonderen Anlässen. Zurzeit wird das gesamte Museum renoviert. Der Kultur- und Verschönerungsverein Niederabsdorf kümmert sich um das 120 Jahre alte Gebäude. Das Heimatmuseum besteht aus neun Räumen und einem ehemaligen Flugbeobachtungsbunker aus dem Zweiten Weltkrieg.
- Schlossteich: Als Fischteich, Naherholungsgebiet und Löschwasserteich dient ein von den Fürsten Liechtenstein angelegter künstlicher Teich. Bereits einmal wurde der natürliche Zufluss in den 1970er Jahren unterbrochen, sodass der Teich austrocknete. Aus diesem Grund wurde damals ein künstlicher Zufluss geschaffen, um den Teich zu erhalten. Da dieser aber den aktuellen naturschutzrechtlichen Bedingungen nicht mehr entspricht, muss dieser geschlossen werden. Angestrebt wird eine Lösung mit einem etwa 500 Meter längeren Zufluss aus dem Zistersdorfer Bach, die aber die Gemeinde aus eigenen Mitteln nicht stemmen kann.[6][7]

## Wirtschaft und Infrastruktur
Nichtlandwirtschaftliche Arbeitsstätten gab es im Jahr 2001 37, land- und forstwirtschaftliche Betriebe nach der Erhebung 1999 57. Die Zahl der Erwerbstätigen am Wohnort betrug nach der Volkszählung 2001 580. Die Erwerbsquote lag 2001 bei 42 Prozent.

### Öffentliche Einrichtungen
In der Gemeinde gibt es einen Kindergarten.

### Verkehr
Ringelsdorf-Niederabsdorf liegt an der nur mehr für den Güterverkehr genutzten Bahnstrecke Drösing–Zistersdorf.

### Sport
- Beide Dörfer haben jeweils Tennisvereine. In Niederabsdorf gibt es einen Sportverein.
- Der Schachklub Niederabsdorf wurde am 9. September 1981 gegründet.
- Im Vierkanthof, der als „Schloss Niederabsdorf“[9] bekannt ist, befindet sich ein Reitverein.

## Politik

### Gemeinderat
Der Gemeinderat hat 19 Mitglieder.
- Nach den Gemeinderatswahlen in Niederösterreich 1990 hatte der Gemeinderat folgende Verteilung: 13 SPÖ und 6 ÖVP.
- Nach den Gemeinderatswahlen in Niederösterreich 1995 hatte der Gemeinderat folgende Verteilung: 12 SPÖ und 7 ÖVP.[10]
- Nach den Gemeinderatswahlen in Niederösterreich 2000 hatte der Gemeinderat folgende Verteilung: 12 SPÖ, 6 ÖVP und 1 FPÖ.[11]
- Nach den Gemeinderatswahlen in Niederösterreich 2005 hatte der Gemeinderat folgende Verteilung: 13 SPÖ und 6 ÖVP.[12]
- Nach den Gemeinderatswahlen in Niederösterreich 2010 hatte der Gemeinderat folgende Verteilung: 12 SPÖ und 7 ÖVP.[13]
- Nach den Gemeinderatswahlen in Niederösterreich 2015 hatte der Gemeinderat folgende Verteilung: 14 SPÖ und 5 ÖVP.[14]
- Nach den Gemeinderatswahlen in Niederösterreich 2020 hatte der Gemeinderat folgende Verteilung: 13 SPÖ und 6 ÖVP.[15]
- Nach den Gemeinderatswahlen in Niederösterreich 2025 hat der Gemeinderat folgende Verteilung: 12 SPÖ und 7 ÖVP.[16]

### Bürgermeister
- 1971–1975 Karl Toch (ÖVP)
- 1975–1987 Johann Windsteig (SPÖ), davor 1955–1970 Bürgermeister von Niederabsdorf
- 1987–1999 Benno Doschek (SPÖ)
- 1999–2014 Wolfgang Weigert (SPÖ)
- seit 2014 Peter Schaludek (SPÖ)

### Wappen
Der Gemeinde wurde 1973 folgendes Wappen verliehen: Ein goldener Schild, unter einem von einem goldenen Querbalken durchzogenen roten Schildeshaupt drei aus einem roten Dreiberg wachsende, schwarze verschlungene Ringe, eins zu zwei gestellt.
Das Wappen ist die Vereinigung der beiden Wappen der Ursprungsgemeinden: Von Ringelsdorf kommen das goldene Schild mit den zwei roten Querstreifen und den drei schwarzen Ringen. Der Dreiberg stammt vom Niederabsdorfer Wappen, das ebenfalls einen goldenen Hintergrund hatte.

### Partnergemeinde
Seit 1995 pflegt Ringelsdorf-Niederabsdorf Kontakte zur Partnergemeinde Niederalteich in Bayern.

## Persönlichkeiten

### Söhne und Töchter der Gemeinde
- Ernst Trost (1905–1964), Kirchenmusiker
- Johann Windsteig (1925–2005) war Bürgermeister von Niederabsdorf und später von Ringelsdorf-Niederabsdorf, später Nationalrat und Mitglied des Bundesrates.
- Edmund Freibauer (1937–2022), von 1998 bis 2008 Präsident des Niederösterreichischen Landtages